# Dindicodes euclidiaria
Dindicodes euclidiaria là một loài bướm đêm trong họ Geometridae.